# Corinne Humphreys
Corinne Humphreys (* 7. November 1991) ist eine britische Leichtathletin, welche sich auf den Sprint spezialisiert hat.

## Karriere
Humphreys nahm für das Vereinigte Königreich an den Leichtathletik-U23-Europameisterschaften 2013 im Ratina-Stadion in Tampere teil. Dort startet sie gemeinsam mit Rachel Johncock. Annie Tagoe und Jodie Williams im Staffel-Wettbewerb. Die Staffel aus dem Vereinigten Königreich gewann hinter der deutschen Mannschaft die Bronzemedaille.
Bei den „Lee Vallay Open“ gewann sie den 200-Meter-Lauf in einer Zeit von 24,03 Sekunden und konnte damit ihre persönliche Bestleistung über die 200 Meter steigern. Bei den „Hérouville-St-Clair Meeting Elite“ konnte sie den Wettbewerb über die 100 Meter in einer Zeit von 11,39 Sekunden gewinnen und eine neue persönliche Bestleistung aufstellen.
Im Jahr 2017 wurde Humphreys für die Team-Europameisterschaft 2017, welche zwischen dem 23. und dem 25. Juni 2017 im Stadium Lille Métropole ausgetragen wurde, nominiert und durfte dort im 100-Meter-Lauf an den Start gehen. Mit einer Zeit von 11,53 Sekunden war sie bereits im Vorlauf insgesamt Drittschnellste und im Finale lief sie in einer Zeit von 11,50 Sekunden hinter Carolle Zahi aus Frankreich und Gina Lückenkemper aus Deutschland auf den dritten Platz. Damit sicherte sie der britischen Mannschaft neun Punkte.
Zwischen dem 19. und dem 30. August nahm Humphreys an der Sommer-Universiade 2017 in Taipeh teil. Bei den Wettbewerben im Taipei Municipal Stadium belegte sie im 100-Meter-Lauf in einer Zeit von 11,49 Sekunden zeitgleich mit der Kasachin Wiktorija Sjabkina den vierten Platz. Ein Jahr später nahm sie für England an den Commonwealth Games 2018 im australischen Gold Coast teil. Im Carrara Stadium startete sie im 100-Meter-Lauf und qualifizierte sich im Vorlauf mit 11,62 Sekunden für das Halbfinale, wo sie mit einer Zeit von 11,66 Sekunden aus dem Wettbewerb ausschied.

## Bestleistungen

### Freiluft
- 100 m: 11,39 Sekunden am 15. Juni 2017
- 200 m: 24,03 Sekunden am 8. April 2017

### Halle
- 60 m: 7,38 Sekunden am 10. Februar 2016